# Fritz Sauckel
Ernst Friedrich Christoph Sauckel  (Haßfurt kraj Schweinfurta 27. listopada 1894. – Nürnberg, 16. listopada 1946.),
nacistički zločinac odgovoran za smrt i porobljavanje milijuna ljudi.
Bio je glavni opunomoćenik za nacistički program radne snage od 1942. do kraja rata.  To radno mjesto priskrbio mu je Albert Speer.  Nakon kapitulacije Njemačke, uhićen je i procesuiran u Nürnbergu.  Osuđen je na smrt te pogubljen vješanjem.  Zadnje riječi su mu bile: Umirem nevin, moja kazna je nepravedna.  Bog čuva Njemačku.